# Blåbandad dykare
Blåbandad dykare (Cephalophus rufilatus) är en art i underfamiljen dykarantiloper som tillhör däggdjursfamiljen slidhornsdjur. Två underarter finns beskrivna, Cephalophus rufilatus rufilatus i västra delen av utbredningsområdet och Cephalophus rufilatus rubidior i den östra.

## Kännetecken
Den blåbandade dykaren är en liten antilop med en mankhöjd på 35 till 48 centimeter, en kroppslängd på cirka 70 centimeter och en kroppsvikt på mellan 11 och 14 kilogram. Svanslängden är 7 till 10 centimeter. Pälsen är rödbrun på ovansidan av kroppen och ljus på undersidan av buken och svart på benen. Ett brett blågrått band sträcker sig över ryggen och bakdelen. Det uppgår gradvis i den rödbruna färgen på sidorna. Bandet är mörkare hos C. rufilatus rubidior än hos C. rufilatus rufilatus.
Långa mörka hår på hjässan bildar en tofs. Nosen och underläppen är svarta medan överläppen och hakan är vita. Hos hanar och ibland även hos honor förekommer enkla raka horn. Hanar är lite större än honor.

## Utbredning
Blåbandad dykare finns i västra Afrika, i Benin, Burkina Faso, Kamerun, Centralafrikanska republiken, Tchad, Kongo-Brazzaville, Kongo-Kinshasa, Elfenbenskusten, Gambia, Ghana, Guinea, Guinea-Bissau, Mali, Niger, Nigeria, Senegal, Sierra Leone, Sudan, Togo och Uganda.

### Status
Den blåbandade dykaren klassa som livskraftig av IUCN. Det totala beståndet beräknas uppgå till omkring 170 000. Populationstrenden är dock nedåtgående, framför allt beroende på att människorna inom dess utbredningsområde ökar i antal och därför behöver allt mer mark till bosättningar och jordbruk, men även på grund av jakt. Hanarna har alltid horn som vanligtvis blir mellan 6 och 9,50 centimeter långa. Honorna kan ha horn, men kan också sakna dem. Om de finns blir hornen hos honan 3 till 4 centimeter långa.

## Levnadssätt
Den blåbandade dykarens habitat är områden med en blandning av skog och gräsmark och i buskmarker. Mest aktiv är den tidigt på morgonen och sent på eftermiddagen. Vuxna djur lever ensamma eller i par om hane och hona. De håller sig ofta inom ett speciellt hemområde, som den markerar med sekret från speciella doftkörtlar. Vid fara använder de ett särskilt varningsläte för att varna varandra. Födan består främst av löv, frukt, frön, kvistar och blommor. Honan får en unge per dräktighet, som den första tiden håller sig stilla och väl dold i vegetationen som ett skydd mot rovdjur.